# 샤오린: 최후의 결전
샤오린 : 최후의 결전(新少林寺, Shaolin)은 홍콩에서 제작된 진목승 감독의 2011년 액션, 드라마 영화이다. 유덕화 등이 주연으로 출연하였다.

## 출연

### 주연
- 유덕화
- 성룡
- 판빙빙
- 사정봉

### 조연
- 오경
- 여소군
- 석행우
- 우해
- 웅흔흔
- 바이 빙
- 상위림

## 제작진
- 프로듀서: 진목승
- 프로듀서: 이아박
- 미술: 해중문
- 미술: 류민웅
- 의상: 장세걸
- 무술감독: 원규
- 무술감독: 위안더